# آنا موريرا
آنا موريرا (بالبرتغالية: Ana Moreira‏) هي ممثلة برتغالية، ولدت في 13 فبراير 1980 في البرتغال.

## وصلات خارجية
- آنا موريرا على موقع IMDb (الإنجليزية)
- آنا موريرا على موقع قاعدة بيانات الأفلام العربية
- آنا موريرا على موقع ألو سيني (الفرنسية)
- آنا موريرا على موقع أول موفي (الإنجليزية)
- آنا موريرا على موقع قاعدة بيانات الفيلم (الإنجليزية)
- آنا موريرا على موقع كينوبويسك (الروسية)